# مسابقة الأغنية الأوروبية 1991
مسابقة الأغنية الأوروبية لعام 1991 (بالإنجليزية: Eurovision song contest 1991) هي النسخة السادسة والثلاثين من مسابقة الأغنية الأوروبية وأقيم النهائي في 4 مايو 1991 في روما بسبب حرب الخليج والتوترات المتصاعدة في يوغوسلافيا، قرر تلفزيون وراديو إيطاليا (RAI) نقل المسابقة من سانريمو إلى روما، والتي كان يُنظر إليها على أنها أكثر أمانًا.
كانت هذه آخر مسابقة تشارك فيها جمهورية يوغوسلافيا الاتحادية الاشتراكية وشهد عام 1992 مشاركة جمهورية يوغوسلافيا الاتحادية (التي تضم صربيا والجبل الأسود فقط)٠كذلك شهدت المسابقة أول مشاركة لألمانيا الموحدة بعد إعادة توحيد ألمانيا
كانت كارولا هي الفائزة في هذه المسابقة بأغنية Fångad av en stormvind. كان هذا هو الفوز الثالث للسويد بعد 1974 و 1984. وتعادلت بين كارولا وأمينة الفرنسية، حيث حصلا على 146 نقطة. استلزم هذا «العد إلى الوراء»، وهو إجراء لكسر التعادل تم تقديمه بعد التعادل الرباعي في عام 1969. حصلت كل من السويد وفرنسا على أربع مجموعات من 12 نقطة، لكن السويد تلقت خمس مجموعات من 10 نقاط مقابل مجموعتين لفرنسا، لذلك تم إعلان فوز كارولا. اعتبارًا من عام 2021 ، تنص قواعد كسر التعادل على أن الدخول الذي حصل على نقاط من معظم البلدان يفوز بـالمسابقة؛ هذا يعني أن فرنسا كانت ستفوز في مسابقة عام 1991 بموجب هذه القواعد (بعد أن حصلت على نقاط من 18 من 22 دولة، مقابل 17 للسويد).

## الموقع

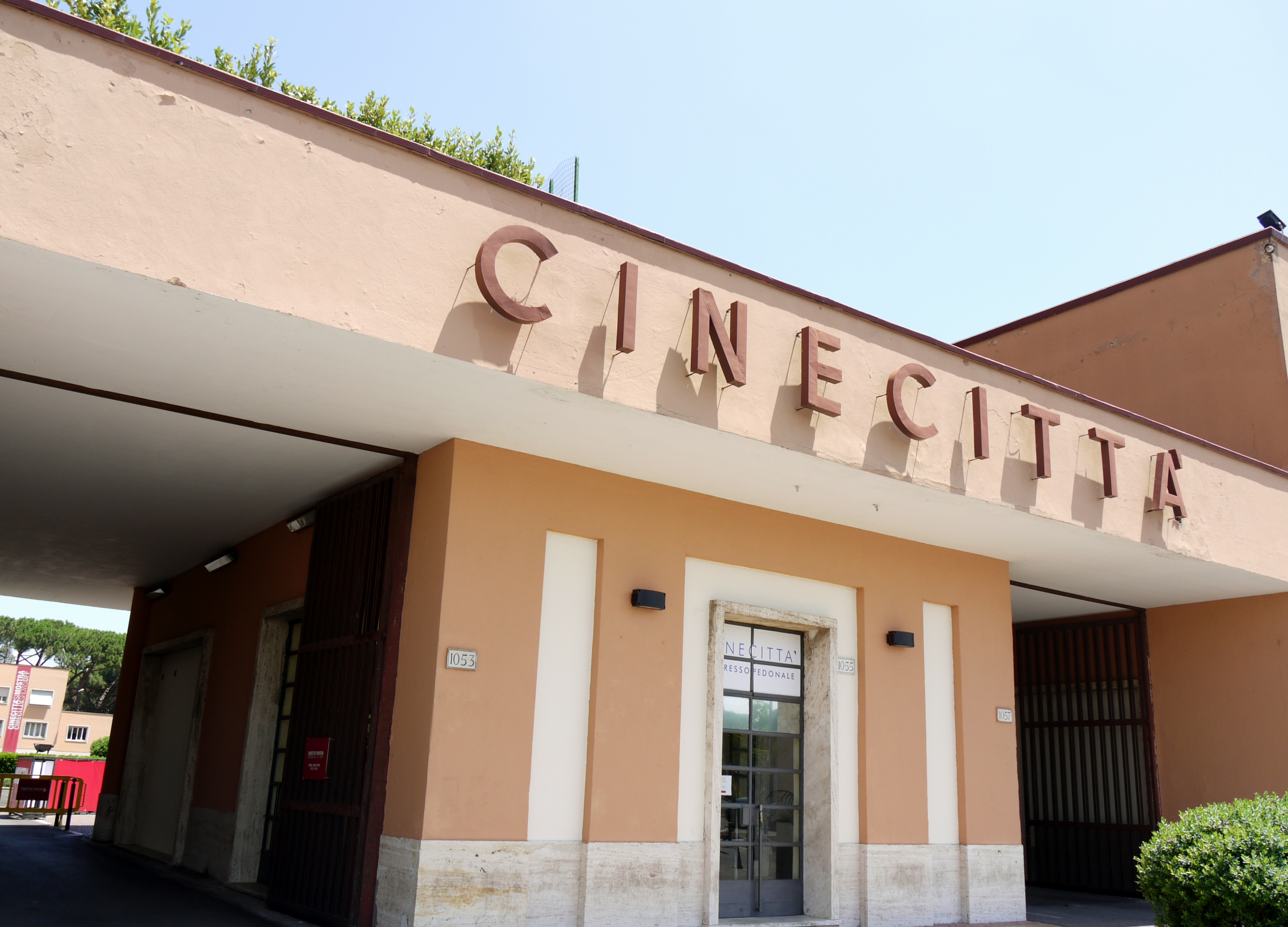
شينشيتا, روما – المكان المضيف لمسابقة 1991.

كان من المقرر عقد المسابقة في تياترو أريستون في سانريمو، حيث يقام مهرجان سانريمو الموسيقي سنويًا. كان على المنظمين أن يشيدوا بالمهرجان الإيطالي الذي ألهم إنشاء مسابقة الأغنية الأوروبية. ولكن في أعقاب غزو العراق للكويت واندلاع حرب الخليج، قررت الإذاعة المضيفة في كانون الثاني / يناير 1991 نقل المنافسة إلى روما، لضمان أمن الوفود الأجنبية بشكل أفضل. تسبب هذا في مشاكل تنظيمية خطيرة وتأخير المسابقة.

## المشاركة
انسحبت هولندا من المسابقة للمرة الثانية لأنها تزامنت مع عطلة وطنية، ولذا سُمح لمالطا بالمشاركة في المسابقة لأول مرة منذ 16 عامًا، ولم تتمكن من ذلك من قبل بسبب القيود المفروضة على عدد الدول المسموح لها بالمشاركة.